# 음역어
음역어(音譯語, 영어: transliteration)는 한자를 이용해 외국어 음을 표현한 말이다. 중국이나 일본에서 음역한 말을 그대로 한국식 한자음으로 읽기 때문에 원래 소리와 차이 나는 예가 많다.

## 지명
- 가나타(加那陀) - 캐나다
- 가랍파과사군도(加拉帕戈斯群岛) - 갈라파고스 제도
- 가리만단(加里曼丹) - 칼리만탄
- 가주(加州) - 캘리포니아주
- 격능란군도(格陵兰群岛) - 그린란드
- 곤전(坤甸) - 폰티아낙
- 구라파(歐羅巴) - 유럽
- 기랍위액화산(基拉韦厄火山) - 킬라우에아 화산
- 나마(羅馬) - 로마
- 나성(羅城) - 로스앤젤레스
- 대양주(大洋洲) - 오세아니아
- 로서아(露西亞) - 러시아
- 막사과(莫斯科) -모스크바
- 면전(緬甸) - 미얀마
- 모납개아화산(冒纳凯阿火山) - 마우나케아 산
- 몽고(蒙古) - 몽골
- 묵서가(墨西哥) - 멕시코
- 미주(美洲) - 아메리카
- 백로서아(白露西亞) - 벨라루스
- 백림(伯林) - 베를린
- 백이의(白耳義) - 벨기에
- 보로사(普魯斯) - 프로이센
- 분란(芬蘭) - 핀란드
- 불란서(佛蘭西) - 프랑스
- 법국(法國) - 프랑스
- 비율빈(比律賓) - 필리핀
- 비주(非洲) - 아프리카
- 색륜개체국가공원(塞伦盖蒂国家公园) - 세렝게티 국립공원
- 서가(西加) - 서칼리만탄 주
- 서공(西貢) - 사이공
- 서반아(西班牙) - 스페인
- 서백리아(西伯利亞) - 시베리아
- 서사(瑞士) - 스위스
- 서전(瑞典) - 스웨덴
- 소려세(苏黎世) - 취리히
- 수부(壽府) - 제네바
- 신가파(新加坡) - 싱가포르
- 아가달(雅加達) - 자카르타
- 아라사(俄羅斯) - 러시아
- 아랍사가(阿拉斯加) - 알래스카
- 아세아(亞細亞) - 아시아
- 아전(雅典) - 아테네
- 아불리가(阿弗利加) - 아프리카
- 아포신패혁석굴사(阿布辛贝勒石窟寺) - 아부심벨 신전
- 애란(愛蘭)/애이란(愛爾蘭) - 아일랜드
- 영길리(英吉利)/영란(英蘭) - 잉글랜드
- 오문(澳門) - 마카오
- 오가굴(吴哥窟) - 앙코르 와트
- 오지리(墺地利) - 오스트리아
- 우승미지국가공원(优胜美地国家公园) - 요세미티 국립공원
- 월남 - 베트남
- 윤돈(倫敦) - 런던
- 이과소국가공원(伊瓜苏国家公园) - 이구아수 국립공원
- 이태리(伊太利) - 이탈리아
- 인도니서아(印度尼西亞) - 인도네시아
- 규바, 구마도(玖馬島) - 쿠바
- 태길마합이릉(泰吉玛哈尔陵) - 타지마할
- 토이기(土耳其) - 튀르키예
- 파란(波蘭) - 폴란드
- 포도아(葡萄牙) - 포르투갈
- 하위이화산국가공원(夏威夷火山国家公园) - 하와이 화산 국립공원
- 해아(海牙) - 헤이그
- 호주(濠洲) - 오스트레일리아
- 화란(和蘭) - 네덜란드
- 화성돈(華盛頓) - 워싱턴
- 희랍(希臘) - 그리스
- 포와 (布哇) - 하와이

## 인물
- 나파륜(拿破崙) - 나폴레옹
- 구마라습(鳩摩羅什) - 쿠마라지바
- 노이합적(奴爾哈赤) - 누르하치
- 섭이수사(攝爾修斯) - 셀시우스
- 성길사한(成吉思汗) - 칭기즈 칸
- 아골타(阿骨打) - 아구다
- 피택고(皮宅高) - 피타고라스
- 화륜해특(華倫海特) - 파렌하이트

## 불교
- 가비라(迦毘羅) - 카필라
- 가섭(迦葉) - 카시아파
- 나란타(那爛陀) - 날란다
- 나무(南無) - 나무
- 마하가섭(摩訶迦葉) - 마하카시아파
- 바라문(婆羅門) - 브라만
- 사리불(舍利佛) - 사리푸트라
- 수보리(須菩提) - 수부티
- 실달다(悉達多) - 싯다르타
- 아난타(阿難陀) - 아난다
- 아사세(阿闍世) - 아자타샤트루
- 우바리(優婆離) - 우팔리
- 제바달다(提婆達多) - 데바닷타

## 기독교
- 기독(基督) - 그리스도
- 야소(耶蘇) - 예수

## 역사
- 달단(韃靼) - 타타르 족
- 보로사(普魯斯) - 프로이센
- 소련(蘇聯) - 소비에트 연방
- 유태(猶太) - 유대
- 파사(波斯) - 페르시아
- 한(汗) - 칸

## 기타
- 구락부(俱樂部) - 클럽
- 기하학(幾何學) - geometry
- 임파(淋巴) - 림프
- 호열자(虎列刺) - 콜레라[2]